# Snow Bros. Wonderland
Snow Bros. Wonderland (スノーブラザーズ ワンダーランド?) è un gioco platform 3D sviluppato e pubblicato da Tatsujin e rilasciato il 28 novembre 2024 per PlayStation 4, PlayStation 5, Nintendo Switch e PC tramite Steam, come terzo gioco della serie Snow Bros.

## Trama
C'erano una volta due coraggiosi guerrieri che, nonostante fossero stati trasformati magicamente in pupazzi di neve, riuscirono a salvare Snowland dagli invasori. Dopo aver salvato la principessa imprigionata e sconfitto Re Atchichi, i due sono passati alla storia come gli "Eroici Fratelli delle Nevi".
Anche ora, dopo che la loro magia è stata spezzata, le loro gesta rimangono impresse nei cuori delle persone...
Dieci anni dopo...
"Tornate, risorgete, miei servi mostruosi demoniaci! Coprite il mondo e strappategli la speranza! Questa volta il mondo è mio!"
Nick Jr. e Tom Jr. erano in visita a Snowland quando improvvisamente si ritrovarono circondati da mostri demoniaci e si ritrovarono in una situazione disperata. "Non possiamo lasciargliela passare liscia!" pensarono i due uomini, e le anime dei due eroi risuonarono con loro e, con una luce intensa, si impossessarono di Nick Jr. e Tom Jr. "Esatto", dissero. "Ora tocca a noi combattere!"